# Бибиш
Бибиш (фр. Bibiche) је насеље и општина у североисточној Француској у региону Лорена, у департману Мозел која припада префектури Буле Мозел.
По подацима из 2011. године у општини је живело 442 становника, а густина насељености је износила 35,3 становника/km². Општина се простире на површини од 12,52 km². Налази се на средњој надморској висини од 310 метара (максималној 295 m, а минималној 207 m).

## Демографија
| 1962. | 1968. | 1975. | 1982. | 1990. | 1999. | 2011. |
| ----- | ----- | ----- | ----- | ----- | ----- | ----- |
| 315   | 331   | 362   | 353   | 344   | 356   | 442   |

График промене броја становника у току последњих година